# 高桥松吉
高桥松吉（日语：／ Takahashi Matsuyoshi，1955年9月13日—），日本男子自行车运动员。他曾代表日本参加1982年和1986年亚洲运动会自行车比赛，获得三枚银牌。他也曾参加1984年夏季奥林匹克运动会。